# Dihidroergocriptina
La Dihidroergocriptina (DHEC, marcas comerciales Almirid, Cripar) es una agonista de la dopamina de la clase química de las ergolinas, utilizado como fármaco antiparkinsoniano. La DHEC ha mostrado ser particularmente efectivo como monoterapia en la fase temprana de la enfermedad de Parkinson. Una monoterapia inicial con agonistas de la dopamina (otros ejemplos incluyen pergolida, pramipexol, y ropinirol) se asocia con una reducción del riesgo de complicaciones motoras en pacientes con Parkinson, respecto al tratamiento con levodopa. La DHEC, al igual que otros agonistas de la dopamina, imitan el neurotransmisor endógeno y ejercen un efecto anti-parkinsoniano.  La evidencia reciente también sustenta que los agonistas del receptor de la dopamina, en vez de L-DOPA, pueden retrasar o prevenir la progresión de la enfermedad de Parkinson.
La DHEC también puede ser utilizado en la profilaxis de migraña, así como para el tratamiento de hipotensión en pacientes ancianos y trastornos vasculares periféricos. Más generalmente, la DHEC se utiliza en combinación con dos compuestos similares, dihidroergocornina y dihidroergocristina. Esta mezcla se denomina mesilato ergoloide o codergocrina.